# Pritani (re di Sparta)
Pritani (in greco antico: Πρύτανις?, Prytanis; Sparta, ... – ...; fl. X secolo a.C.) è stato un mitico re di Sparta della dinastia Euripontide.
Secondo la tradizione era figlio di Euriponte e si faceva risalire al suo regno l'inizio dell'inimicizia tra Sparta e Argo.
Secondo Erodoto, suo successore fu Polidette, mentre per Pausania sarebbe stato Eunomo.